# Chrome OS
Chrome OS este un sistem de operare creat de Google, care se bazează pe kernelul Linux și utilizează navigatorul web Google Chrome ca interfață principală a utilizatorului. Ca rezultat, Chrome OS suportă în principal aplicații web.
Google a anunțat despre proiect în iulie 2009, concepându-l ca pe un sistem de operare în care atât aplicațiile cât și datele de utilizator se află în cloud: prin urmare, Chrome OS rulează în principal aplicații web. Codul-sursă și o versiune demo au fost publicate în luna noiembrie. Primul laptop rulând Chrome OS, cunoscut sub numele de Chromebook, a fost lansat în luna mai 2011. Livrările primelor Chromebook-uri de la Samsung și Acer au avut loc în iulie 2011.
Chrome OS are un media player integrat și un manager de fișiere. Acesta acceptă aplicații Chrome, care seamănă cu aplicațiile native, precum și accesul de la distanță de pe desktop. Aplicațiile Android au început să devină disponibile pentru sistemul de operare în 2014, iar în 2016 accesul la aplicațiile Android din magazinul Google Play a fost introdus pe dispozitivele compatibile cu Chrome OS. Opinia publică a fost inițial sceptică, unii utilizatori susținând că un navigator care rulează pe orice alt sistem de operare este echivalent din punct de vedere funcțional. Pe măsură ce mai multe calculatoare cu acest sistem de operare au intrat pe piață, Chrome OS este acum rareori evaluat în afara hardware-ului pe care rulează.
Chrome OS este disponibil numai preinstalat pe hardware de la partenerii de producție ai Google. Un echivalent open source, Chromium OS, poate fi compilat din codul sursă descărcat. Încă de la început, Google a publicat obiectivele sale în ce privește design-ul Chrome OS, dar nu a lansat nicio descriere tehnică.